# مارتين أوبري

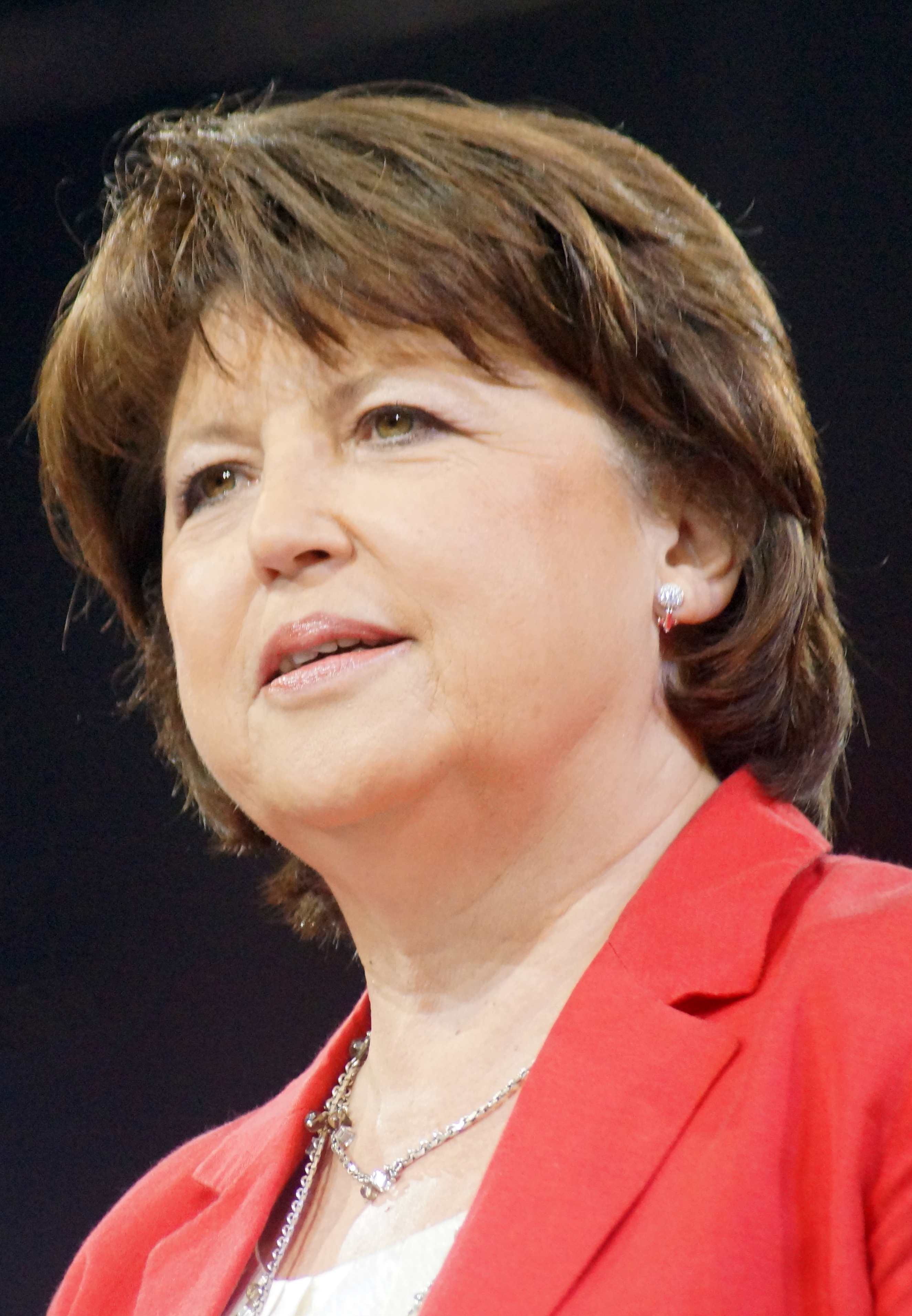
مارتين أوبري

مارتين أوبري بالفرنسية ( Martine Aubry) ولدت لويز ماري مارتين ديلور في 8 آب/ أغسطس 1950 في باريس، هي سياسية فرنسية تنتمي إلى حزب اليسار الاشتراكي.

## الأسرة
ولدت في الدائرة الـ17 من باريس ، هي ابنة جاك ديلور، وزير المالية بين 1981-1985 ورئيس المفوضية الأوروبية بين 1985-1995، وأمها هي ماري لوفيل ، التي تنحدر من أسرة سول في إقليم الباسك.

## عملها ومسارها المهني
هي وزيرة العمل والتشغيل والتكوين المهني 1991-1993، ثم وزيرة التشغيل والتضامن في الفترة من 1997 إلى 2000. وبالتالي فقد قامت بتنفيذ إصلاح 35 ساعة في الأسبوع أو قانون 35 ساعة لأسبوع العمل. الذي يضمن التغطية الصحية الشاملة . ثم أصبحت رئيسة بلدية مدينة ليل في شمال فرنسا.

## الانتخابات الرئاسية التمهدية أيار 2012
انتخبت كسكرتير أول ل حزب اليسار الاشتراكي في عام 2008، وهي أول امرأة تشغل هذا المنصب. ، خسرت في الجولة الثانية ضد فرانسوا هولاند، الذي أصبح رئيسا في أيار 2012. وغادرت رئاسة الحزب الاشتراكي في تلك السنة.

## روابط خارجية
- مارتين أوبري على موقع IMDb (الإنجليزية)
- مارتين أوبري على موقع مونزينجر (الألمانية)
- مارتين أوبري على موقع قاعدة بيانات الفيلم (الإنجليزية)
- مارتين أوبري على موقع ليتربوكسد (الإنجليزية)